# Dióscoro Galindo González
Galindo  González est un nom espagnol. Le premier nom de famille, en général paternel, est Galindo ; le second, en général maternel, souvent omis, est González.
Pour les articles homonymes, voir Galindo (homonymie) et González.
Dióscoro Galindo González, né à Ciguñuela, dans la province de Valladolid, le 12 décembre 1877, et mort à Víznar, en Andalousie, le 18 août 1936, est un instituteur espagnol assassiné par les nationalistes avec le poète Federico García Lorca, durant la guerre d'Espagne.

## Biographie
En 1881, il emménage avec ses parents à Madrid. En 1903, il commence ses études d'enseignement et se tourne vers l'Institution libre d'enseignement, étant un instituteur humaniste et progressiste.
Il exerce en tant que professeur dans les provinces de Séville, de Ciudad Real et de Grenade, où il enseigne dans la ville de Pulianas. Durant la République, il organise les cours du soirs. Il participe également aux élections générales de 1936 au sein du Front Populaire.
Deux jours après le coup d'Etat du 18 juillet 1936, les troupes nationalistes occupent la ville de Grenade. Le professeur est arrêté et détenu par la Phalange.
Il est assassiné avec le poète Federico García Lorca et les toreros militants de la CNT Francisco Galadí Melgar et Joaquín Arcollas Cabezas.
Son corps n'a pas été retrouvé à ce jour.